# Jean-Baptiste Cioni
Jean-Baptiste Cioni (Lucques, 11 novembre 1556 - Lucques, 31 mars 1623) est un prêtre membre des Clercs réguliers de la Mère de Dieu et reconnu vénérable par l'Église catholique.

## Biographie
Il naît à Lucques le 11 novembre 1556, il est baptisé le lendemain dans la basilique Saint-Fridien. Il y passe plus tard de longues heures en silence et prie avec ferveur devant le crucifix que sainte Zita avait vénéré. Il se rend souvent à l'église de San Romano pour écouter les prédicateurs dominicains.
En 1574, il rejoint saint Jean Leonardi, fondateur des Clercs réguliers de la Mère de Dieu, et fait sa profession religieuse le 1er septembre. Ordonné prêtre, il est un apôtre zélé et devient un exemple de toutes les vertus pour ses frères, pour les fidèles de Lucques et pour tous ceux qui s'approchent de lui. Il est plusieurs fois recteur de la communauté de Lucques qu'il dirige avec droiture, sagesse et prudence. Il est ainsi le maître des novices du bienheureux Pierre Casani. 
Il participe avec Leonardi à la fondation du sanctuaire de la Madonna dell'Arco et le suit dans ses visites pour la réforme de l'Ordre de Montevergine. Suivant la spiritualité du fondateur, il consacre beaucoup de temps à la prédication avec une dévotion spéciale particulière envers l'eucharistie, la Vierge Marie et les âmes du Purgatoire. Le Père Cioni meurt le 31 mars 1623.

## Culte
Le pape Léon XIII le reconnaît vénérable le 14 juillet 1895. Son corps repose dans l'église de Santa Maria Corteorlandini à Lucques.